# De Hûnekop
De Hûnekop er en frisisk band fra den nederlandske provins Frisland. Bandet har stor succes i deres hjemland. Gruppen var grundlagt i 2009 i det frisiske provinshovedstad Ljouwert. De Hûnekop vandt i 2010 Fryslân Pop Talent Award.

## Diskografi

### Album
- 2010: It raast oan de protters
- 2011: Wanklanken fan 'e wurkflier
- 2012: Psalms foar de rûchhouwer
- 2014: Fiif jier smoar
- 2016: Klompetreen